# 八戸久慈自動車道
八戸久慈自動車道（はちのへくじじどうしゃどう）は、青森県八戸市の八戸ジャンクション (JCT) から岩手県久慈市の久慈インターチェンジ (IC) に至る国土交通大臣指定に基づく高規格幹線道路（一般国道の自動車専用道路）（B路線）である。国道45号に指定されている。略称は八戸久慈道（はちのへくじどう、英: HACHINOHE-KUJI EXPWY）。
三陸縦貫自動車道、三陸北縦貫道路と共に「三陸沿岸道路」を構成する。案内看板の表記は八戸久慈自動車道から三陸道（さんりくどう）に順次置き換わっている。高速道路ナンバリングによる路線番号は「E45」が割り振られている。

## 事業名

### 八戸南環状道路
八戸南環状道路（はちのへみなみかんじょうどうろ）は、青森県八戸市内の八戸久慈自動車道（国道45号）の一部で、八戸JCT - 八戸南IC間の事業名である。延長は8.6キロメートル (km)。2014年（平成26年）3月29日に全線開通した。
ただし八戸JCTがハーフジャンクションで整備されているため、八戸是川IC方面から八戸JCTを経由して市街地に近い八戸ICへのアクセスはできない。このため地元経済界からは国土交通省に対し八戸第2JCT（八戸東JCT）の設置を求める要望が上がっている。
- 起点：青森県八戸市大字根城字笹原
- 終点：青森県八戸市大字妙字大開
- 全長：8.6 km
- 規格：第1種第3級
- 道路幅員：暫定12.0 m（完成22.0 m）
- 車線数：暫定2車線（完成4車線）
- 設計速度：80 km/h
- 最高速度：70 km/h

#### 八戸南環状道路の主な構造物
- 是川トンネル : 八戸JCTと八戸是川ICの間に造られた、全長973 mのトンネル。2011年（平成23年）12月11日に着工し、2013年（平成25年）3月24日に完成した[5][6]。

### 八戸南道路
八戸南道路（はちのへみなみどうろ）は、八戸久慈自動車道（国道45号）の一部で、八戸南IC（青森県八戸市） - 階上IC（青森県三戸郡階上町）間の事業名である。延長は8.7 km。
事業区間全体の完成目標は2012年（平成24年）とされていたものの、後に同年度内の2013年（平成25年）3月9日に全線の供用を開始した。
- 起点：青森県八戸市大字妙字大開
- 終点：青森県三戸郡階上町大字道仏
- 全長：8.7 km
- 規格：第1種第3級
- 道路幅員：暫定12.0 m（完成22.0 m）
- 車線数：暫定2車線（完成4車線）
- 設計速度：80 km/h
- 最高速度：70 km/h

### 洋野階上道路
洋野階上道路（ひろのはしかみどうろ）は、八戸久慈自動車道（国道45号）の一部で、階上IC（青森県三戸郡階上町） - 侍浜IC（岩手県久慈市）間の事業名である。延長は23.0 km。
階上IC - 洋野種市IC間は2020年（令和2年）12月12日に、洋野種市IC - 侍浜IC間は2021年（令和3年）3月20日にそれぞれ開通した。
- 起点：青森県三戸郡階上町大字道仏
- 終点：岩手県久慈市侍浜町桑畑
- 全長：23.0 km
- 規格：第1種第3級
- 道路幅員：13.5 m
- 車線数：完成2車線
- 設計速度：80 km/h

### 久慈北道路
久慈北道路（くじきたどうろ）は、岩手県久慈市内の八戸久慈自動車道（国道45号）の一部で、侍浜IC - 久慈北IC間の事業名である。延長は7.4 km。
2020年（令和2年）3月1日開通。
- 起点：岩手県久慈市侍浜町桑畑
- 終点：岩手県久慈市夏井町鳥谷
- 全長：7.4 km
- 規格：第1種第3級
- 道路幅員：13.5 m
- 車線数：完成2車線
- 設計速度：80 km/h

### 久慈道路
久慈道路（くじどうろ）は、岩手県久慈市内の八戸久慈自動車道（国道45号）の一部で、久慈北IC - 久慈IC間の事業名である。延長は3.2 km。
1993年（平成5年）12月16日、供用開始。なお、国道45号の旧道は国道395号に格下げされた。
- 起点：岩手県久慈市夏井町鳥谷
- 終点：岩手県久慈市新井田
- 全長：3.2 km
- 規格：第1種3級
- 道路幅員：暫定12.0 m（完成22.0 m）
- 車線数：暫定2車線（完成4車線）
- 設計速度：80 km/h
- 最高速度：70 km/h

## 歴史
- 1991年（平成3年）度 : 八戸南環状道路 事業化。
- 1993年（平成5年）12月16日 : 久慈道路・久慈北IC - 久慈IC間 (3.2 km) が、暫定2車線で供用開始。
- 1995年（平成7年）度 : 八戸南道路 事業着手。
- 1999年（平成11年）度 : 八戸南環状道路 着工。
- 2002年（平成14年）度 : 八戸南道路 用地買収着手。
- 2003年（平成15年）度 : 八戸南道路 着工。
- 2005年（平成17年）3月5日 : 八戸南環状道路・八戸是川IC - 八戸南IC間 (3.8 km) が、暫定2車線で供用開始。
- 2006年（平成18年） : 久慈道路に救急車退出路を設置。
- 2007年（平成19年）6月16日 : 八戸南道路・八戸南IC - 種差海岸階上岳IC間 (3.4 km) が、暫定2車線で供用開始。
- 2011年（平成23年）12月11日 : 八戸南環状道路・是川トンネル 着工。
- 2013年（平成25年）
  - 3月9日 : 八戸南道路・種差海岸階上岳IC - 階上IC間 (5.3 km) が、暫定2車線で供用開始[8]。
  - 3月24日 : 八戸南環状道路・是川トンネル 完成。
- 2014年（平成26年）3月29日 : 八戸南環状道路・八戸JCT - 八戸是川IC間 (4.8 km) が暫定2車線で供用開始し、八戸南環状道路が全線開通[13]。八戸自動車道と接続[2][14]。同時に八戸JCT料金所が開設。
- 2020年（令和2年）
  - 3月1日 : 久慈北道路・侍浜IC - 久慈北IC間 (7.4 km) が供用開始[12]。
  - 12月12日 : 洋野階上道路・階上IC - 洋野種市IC間 (7.0 km) が供用開始[9]。
- 2021年（令和3年）3月20日 : 洋野階上道路・洋野種市IC - 侍浜IC間 (16.0 km) 供用開始により全線開通[10][11]。